# Lonevåg
Lonevåg är en tätort i Osterøy kommun i Vestland fylke i västra Norge. Orten ligger där fylkesväg 5422 möter fylkesväg 567 på ön Osterøy. Den utgör kommunens centralort.